# Armando Halty
Armando Halty (Montevideo, 3 de octubre de 1939 - 19 de marzo de 2003) fue un actor uruguayo.
Iniciado en el teatro independiente, se consagró con Boulevard Sarandí, de Milton Schinca, sobre la vida de Roberto de las Carreras. En 1979 inauguró el Teatro del Notariado con La importancia de llamarse Ernesto de Oscar Wilde. Merecen destaque sus actuaciones en El caso Oppenheimer de Heinar Kipphardt, El vicario de Rolf Hochhuth, Pater Noster de Jacobo Langsner y Un enemigo del pueblo de Henrik Ibsen. En 1981 ingresó a la Comedia Nacional; tuvo destaque en múltiples obras, como La boda de Bertolt Brecht. Posteriormente, a partir de 1998 ejerció como director.
Tuvo un breve pasaje por el cine, con El lugar del humo (1979). También actuó en televisión, con Telecataplúm (fines de la década de 1960).

## Honores
- 2002: Premio Florencio por El último yanqui de Arthur Miller[1]